# Dani Daniels
Dani Daniels (nascuda el 23 de setembre de 1989 al Comtat d'Orange, Califòrnia) és una directora i actriu pornogràfica estatunidenca.
Daniels va treballar de striper en un table dance abans iniciar la seva carrera pornogràfica per poder pagar el seu estudis a l'escola d'art. Es va iniciar en la indústria del cinema per a adults el gener de 2011 i va signar per l'agència OC Modelling. Inicialment va ser actriu únicament lesbica, però més tard va començar a actuar també amb homes. Les seves primeres escenes sexuals amb home van ser en el film Dani Daniels: Dare per Elegant Angel. També ha dirigit diversos films per Penthouse i Filly Films.
Ha estat la Twistys Treat del mes de juliol de 2011, la Pet of the Month de la revista Penthouse com Miss gener de 2012, i la noia Elegant Angel del mes de març de 2014.
En 2014, la CNBC la va incloure en la seva llista de "The Dirty Dozen: Porn's Most Popular Stars".
A Daniels la hi identifica com bisexual però ella es considera principalment com una "model girl/girl".
Ella va dir que es considerava molt dona encara que va anar l'únic treball que més li va agradar.